# مابل ولارد
مابل ولارد (انگلیسی: Mabel Velarde؛ زادهٔ ۴ دسامبر ۱۹۸۸) بازیکن فوتبال اهل اکوادور است.
وی همچنین در تیم ملی فوتبال اکوادور بازی کرده‌است.